# Maya Lawrence
Maya Lawrence (Nova Iorque, 17 de julho de 1980) é uma esgrimista norte-americana que conquistou uma medalha de bronze nos Jogos de Olímpicos de Londres de 2012, na competição de espada por equipes, com suas compatriotas Courtney Hurley, Kelley Hurley e Susie Scanlan.